# Alexander Dalgarno

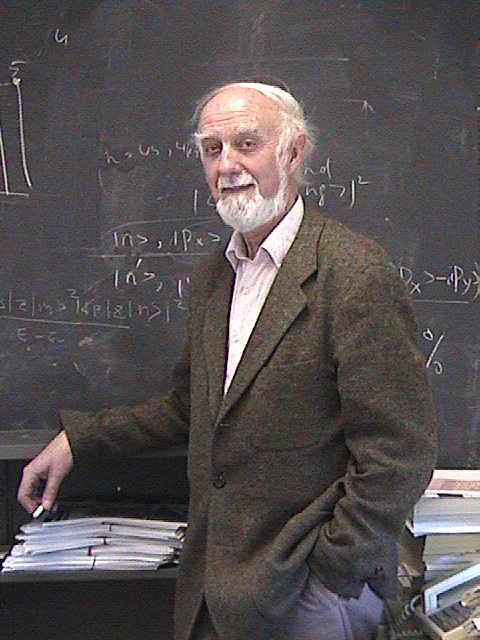
Alexander Dalgarno

Alexander Dalgarno (* 5. Januar 1928 in London; † 9. April 2015) war ein britischer Physiker und Astrophysiker.

## Leben
Dalgarno studierte Mathematik und Atomphysik am University College London. Er lehrte an der Queen’s University Belfast und ging 1967 an die Harvard University. 1980 wurde er Fellow der American Physical Society. Er war Fellow der Royal Society und Mitglied der International Academy of Quantum Molecular Science, der American Academy of Arts and Sciences (seit 1968), der National Academy of Sciences der Vereinigten Staaten (seit 2001) und der American Geophysical Union.
Dalgarno untersuchte atomare, molekulare, chemische und dynamische Prozesse in der Astrophysik und der Aeronomie und hat wichtige Beiträge zur Physik des interstellaren Mediums geleistet.

## Auszeichnungen
- 1980 Davisson-Germer-Preis
- 1986 Goldmedaille der Royal Astronomical Society
- 1995 John Adam Fleming Medal
- 1998 Namensgeber für den Asteroiden (6941) Dalgarno
- 2002 Hughes-Medaille
- 2013 Benjamin Franklin Medal